# Hotel Lothus we Wrocławiu
Hotel Lothus, położony we Wrocławiu przy ul. Wita Stwosza 22-23, róg ul. Krawieckiej. 

## Historia budynku
Zbudowany w 1903 nosił nazwę Hotel Deutsches Haus (Dom Niemiecki). Budynek posiada charakterystyczną fasadę z kamienia, która zachowała się do dziś. W 2006 hotel został zmodernizowany. Wejściu, recepcji i restauracji nadano wystrój orientalny.